# Betriebsunterstützungssystem
Ein Betriebsunterstützungssystem (engl. Operations Support System – OSS) ist ein Begriff aus der Telekommunikation, der ein Netzwerkmanagement-System beschreibt, welches automatisierte Dienstleistungsprozesse (Service-Management) unterstützt. Diese werden im Telekommunikationsbereich unter FCAPS zusammengefasst – FCAPS steht für Fault Management, Configuration Management, Accounting, Performance Management und Security.

## Geschichte
Die Zahl der von Telekommunikationsunternehmen zu unterstützenden Dienste sowie deren Anforderungen und Bereitstellungen steigen ständig. Zusätzlich vermarkten Telekommunikationsunternehmen laufend neue Angebote. Darüber hinaus erfordern die IP-Netze, die die Basis für diverse IP-basierte Dienste (beispielsweise IPTV, IP-Telefonie, Triple-Play oder IP-VPN) bilden, eine komplette Ende-zu-Ende-Bereitstellung mit definierter Dienstegüte.
Dies hat zur Folge, dass die Dienstleistungsprozesse bei Telekommunikationsunternehmen immer aufwändiger wurden. Früher wurden die einzelnen Bereiche der für Telekommunikationsunternehmen wichtigen Dienstleistungsprozesse Fault Management, Configuration Management, Accounting, Performance Management und Security zumeist durch getrennte Systeme für die verschiedenen Aufgaben unterstützt.
Heutzutage bemüht man sich aber um eine organisationsübergreifende Plattform, auf die Mitarbeiter aus den unterschiedlichen Bereichen wie Netz- und Systemplanung, Dienste-Management und der Unternehmensführung zugreifen können. Derartige Betriebsunterstützungssysteme bilden somit die Basis der Verwaltung von Telekommunikationsnetzen und -diensten.
Ein Betriebsunterstützungssystem sollte alle beteiligten Prozesse, Systeme und Abteilungen so zusammenführen, dass eine reibungslos funktionierende Einheit entsteht, die effizienter und schneller auf neue Kundenwünsche reagieren kann. In einem solchen System sollte der komplette Entwicklungsprozess für einen Dienst, von der Planung über die Realisierung bis hin zur Bereitstellung, auf einer einzigen Plattform realisiert werden. Nach dem Provisioning können die Dienste auf der OSS-Plattform überwacht und verwaltet werden.

## Bestandteile
Die Basis eines Betriebsunterstützungssystems bildet die Komponentenbibliothek mit der die Dienstkomponenten entwickelt werden. Die Dienstelemente für die einzelnen Dienste werden auf der OSS-Plattform entworfen, nach dem Test in der Komponentenbibliothek abgelegt und können jederzeit aufgerufen und dynamisch aktualisiert werden.
Damit können Mitarbeiter (Operatoren) per Fernwartung auf Netzknoten Kunden- oder Verbindungsdaten ein- oder ausrichten. Bei komplexeren Netztechniken wie Asynchronous Transfer Mode (ATM) übernehmen solche Systeme auch Rerouting- und Verkehrsklassifizierungsaufgaben (z. B.: Voice, Data, Video).
Zur Überwachung der Netze und damit realisierten Services dienen Fault-Management-Systeme. Diese erhalten von den Netzknoten im Fehlerfall einen Hinweis und stellen diesen für den Operator in einer verständlichen Form (visualisiert, geodifferent) dar. Des Weiteren fragen die Fault- und Performance-Management-Systeme in regelmäßigen Abständen die Netzknoten nach dem Status und eventuellen Leistungsparametern (Durchsatz, Auslastung, Schaltleistung etc.) ab und stellen diese ebenfalls dar. Ausgereifte Systeme korrelieren Kombinationen von einzelnen Fehlern und vermitteln so dem Operator schnell und konzentriert die tatsächliche Fehlerursache (Root Cause Analysis) und Auswirkung auf das Service-Geschäft des Diensteanbieters.
Ähnliche Systeme sammeln auch Call Detail Records (CDR) bzw. Usage Data Records (UDR) und stellen diese überwiegenden Billingsystemen zur Verfügung.

## OSS – BSS
Betriebsunterstützungssysteme werden durch sogenannte Business Support Systemen (BSS) ergänzt. Business Support Systeme ist ein neuerer Begriff und bezieht sich üblicherweise auf „Business Systeme für Kundenkontakte“, wie Auftragsabwicklung, Rechnungslegung oder Kundenzahlungsverkehr. Beide Systeme gemeinsam werden meist gemeinsam als BSS/OSS oder B/OSS abgekürzt. B/OSS spielen für Telekommunikationsunternehmen eine kritische Rolle.

## TM Forum
Als Spezialistenplattform hat sich das TM Forum etabliert, welches mit der TOM-GB910-Empfehlung (eTOM) einen Standard entwickelte, der von mehreren Telekommunikationsdiensteanbietern als Grundlage für Harmonisierung und Weiterentwicklung eigener Legacy-Systeme verwendet wird.
Die Telecom Operations Map ist der erste Blueprint, der Prozessrichtungen und -wurzeln erfasst und beschreibt und so Schnittstellen für Service-Level-Agreements, Operational Level Agreements und Underpinning Contracts zur Verfügung stellt. Diese Empfehlung wird gleichermaßen von OSS-Herstellern als auch Diensteanbietern verwendet und oftmals als Referenz in Ausschreibungen für OSS angeführt.